# 長崎総合科学大学工学部
長崎総合科学大学工学部（ながさきそうごうかがくだいがくこうがくぶ）は、長崎総合科学大学に設置されている工学部。

## 概要
長崎総合科学大学工学部は、1965年（昭和40年）の「長崎造船大学」が開学した時の工学部を起源とする。
一般知識・専門基礎知識を広く修得し、建学の精神にある「ものつくりとしての実行力」、「ものまねでない新技術の開発力」を獲得し、コミュニケーション能力と国際性、技術者としての倫理観を備え、21世紀循環型社会に貢献できる人材育成を目指している。
大学教育では、専門教科のベースとなる数学、物理、英語の科目を重視し、学生たちの習熟度に合わせ、無理のないレベルからスタートできるようにしている。
外国語教育では少人数教育（NiAS英語教育プログラム）を導入し、年2回の外部試験により、学生たちの到達点をチェックできるようにしている。
現在、工学部は工学科の、船舶工学コース、機械工学コース、建築学コース、電気電子工学コース、医療工学コースの4コースを用意している。

## 沿革
- 1965年（昭和40年）4月 - 「長崎造船大学」が開学。工学部3学科（船舶工学科・電気工学科・建築学科）でスタート。

- 1968年（昭和43年）4月 - 機械工学科を設置。
- 1976年（昭和51年）4月 - 大学院 （工学研究科 修士課程 2専攻（構造工学専攻・流体工学専攻））を設置。

- 1978年（昭和53年）7月 - 大学名を「長崎総合科学大学」に改称。
- 1981年（昭和56年）4月1日 - 工学基礎センターを開設。
- 1985年（昭和60年）3月9日 - 大学15号館（船舶試験水槽実験棟）が完成。
- 2002年（平成14年）3月 - 旧長崎水族館を改装し、人間環境学部校舎（シーサイドキャンパス）とする。
- 2002年（平成14年）4月 - 大学院工学研究科博士課程総合システム工学専攻を設置。「新技術創成研究所」を開設。
- 2005年（平成17年）4月 - 工学部機械工学科情報制御工学コースと経営システム工学科を統合・改組の上、情報学部知能情報学科・経営情報学科を設置。3学部体制となる。
- 2006年（平成18年）4月 - 大学院工学研究科修士課程の構造工学専攻と流体工学専攻を統合して、生産技術学専攻を設置。工学研究センターを新技術創成研究所に統合。
- 2009年（平成21年）年4月 - 工学部建築学科と人間環境学部環境文化学科を改組して、環境・建築学部を開設し、人間環境学科、建築学科設置
- 2014年4月1日 - 工学部、情報学部、環境・建築学部を改編し、工学部工学科に再統合、総合情報学部総合情報学科を設置。2学部体制となる。

## 組織
工学部
工学科
- 船舶工学コース
- 機械工学コース
- 建築学コース
- 電気電子工学コース
- 医療工学コース

## 学部長
- 松井信正

## 関連機関
- 新技術創成研究所（NiAS）
- オープンイノベーションセンター（NOIC）